# قلعه‌نو آبقه
قلعه‌نو آبقه یا قلعه نوابغه روستایی در دهستان کرات بخش مرکزی شهرستان تایباد استان خراسان رضوی ایران است.

## جمعیت
بر پایه سرشماری عمومی نفوس و مسکن در سال ۱۳۹۵ جمعیت این روستا ۷۹۰ نفر (۲۱۷خانوار) بوده‌است.